# Club Deportivo Tapatío
Il Club Deportivo Tapatío è una società calcistica messicana, con sede a Guadalajara. Si tratta di un club filiale del Guadalajara e milita nella Liga de Expansión MX, la seconda serie del calcio messicano.

## Storia
All'inizio degli anni '70 il presidente del Guadalajara Enrique Ladrón de Guevara acquistò una franchigia di Tercera División in modo da farne una filiale per la squadra principale. La rinominò Club Deportivo Tapatío, soprannome frequentemente usato nei tornei amatoriali dello stato di Jalisco, che solo nel 1973 divenne il nome di una squadra professionistica.
La prima partita ufficiale fu giocata nella coppa messicana di terza divisione il 5 agosto 1973 contro il Club Urupán e si concluse con una vittoria per 3-0. Nei turni successivi si sbarazzò dei suoi rivali fino ad arrivare alla finale contro l'Universidad de Taumalipas da imbattuto, laureandosi campione grazie alla netta vittoria per 6-1 nel match di andata.
Nel 1973-1974 disputò un'ottima stagione in campionato qualificandosi per la Liguilla di promozione. Al seguito di una rissa nelle semifinali contro il Coatzacoalcos venne squalificato lasciando strada libera al Celaya per ottenere la promozione. Fu in seguito istituito un secondo mini-torneo per ottenere un posto in seconda divisione ma fu sconfitto dal La Piedad col punteggio complessivo di 4-0.
La stagione successiva si qualificò nuovamente per lo spareggio, dove sconfisse l'Iguala FC per 4-1 guadagnando la promozione in Segunda División.
Negli anni seguenti si assestò a metà classifica riuscendo a raggiungere la Liguilla solamente nel 1980, dove terminò terzo nel proprio girone dietro ad Atl. Campesinos e Jaguares Colima. L'anno seguente raggiunse la finale per la promozione in Primera División, venendo però sconfitto dall'Atlético Morelia vittorioso per 2-1 nel match di ritorno dopo che l'andata era terminata 1-1.
Al termine della stagione 1982-1983 la seconda divisione si suddivise in due tornei ed il Tapatío retrocesse nella nuova Segunda División "B". In questa nuova lega riuscì a vincere due titoli, il primo nel 1986 ed il secondo nel 1994, dopo essere precedentemente retrocesso nella stagione 1989-1990.
Con il passare del tempo il club stava perdendo rilevanza come sussidiaria del Chivas in quanto molto spesso i calciatori passavano direttamente dalle riserve alla prima squadra, facendo raramente tappa al Tapatío. Con la nascita della Primera "A" nel 1994 si decise che la società avrebbe perso la possibilità di accedere alla Primera División.
Dal 1995 al 2002 giocò nell'unificata Segunda División, terzo livello calcistico messicano. Nell'arco di questi anni raggiunse quattro volte la finale, nel 1995-1996, nel torneo Invierno 1999 e nei due tornei della stagione 2001-2002 perdendo rispettivamente contro Tigrillos UANL, Cuautitlán, Deportivo Cihuatlán ed Astros. Sempre nello stesso periodo il Chivas fondò una seconda squadra filiale, denominata Chivas Rayadas, che a differenza del Tapatío era completamente di proprietà del Guadalajara.
Prima dell'inizio della stagione 2002-2003 il Chivas acquistò la franchigia dei Gallos Hidrocálidos (A), all'epoca militanti in Primera "A" e la utilizzò per permettere al Tapatío di accedere alla seconda divisione messicana. Dopo l'eliminazione subita per mano dell'Irapuato nella semifinale della Liguilla di apertura, riuscì a raggiungere la finale dei playoff di clausura dove fu sconfitto dal León che dopo il pari dell'andata vinse 2-1 il match di ritorno dopo essere stato in svantaggio fino al 75' per via della rete messa a segno da Carlos Salcido.
Nella stagione successiva non riuscì a qualificarsi per i playoff e prima dell'inizio dell'annata 2004-2005 la franchigia venne trasferita a La Piedad cambiando nome in Chivas La Piedad. Dopo un campionato disastroso in cui riuscì a salvarsi dalla retrocessione solo battendo i Leones Negros UdeG nei playout, cambiò nuovamente sede spostandosi a Tepic e rinominandosi Chivas Coras. Nella nuova città disputò un buon campionato raggiungendo i quarti di finale di Liguilla in entrambi i tornei, ciò nonostante al termine della stagione fece ritornò a Guadalajara tornando ad assumere la sua denominazione originale.
Il club disputò altri tre campionati di Primera "A" senza riuscire a trovare un posto in Liguilla in nessuno dei sei tornei disputati. Il 22 maggio 2009 fu annunciata la notizia della vendita del franchising del Tapatío ai Leones Negros UdeG, comportando di fatto la fine del club biancorosso.
Negli anni a venire il ruolo di filiale principale del Guadalajara fu occupato prima dal Chivas Rayadas ed in seguito dal Chivas Premier.
Nel 2020 il club è tornato in vita prendendo parte alla Liga de Expansión MX, campionato nato per rimpiazzare l'Ascenso MX in seguito alla riforma del calcio messicano.

## Cronistoria del nome
- C.D. Tapatío: (1973-2004, 2006-2009, 2020-) Nome originario del club filiale del Chivas, mantenuto fino al suo scioglimento eccetto il biennio 2004-2006.
- Chivas La Piedad: (2004-2005) Nome assunto nella stagione 2004-2005 disputata nella città di La Piedad.
- Chivas Coras: (2005-2006) Nome assunto nella stagione 2004-2005 disputata nella città di Tepic.

## Palmarès

### Competizioni nazionali
- Copa México Tercera División: 1

1972-1973
- Spareggio promozione Tercera División: 1

1974-1975
- Segunda División "B": 2

1985-1986, 1993-1994
- Campeón de Campeones Segunda División "B": 1

1993-1994
- Liga de Expansión MX: 2

Clausura 2023, Apertura 2024

### Altri risultati
- Primera "A"

Finalista: 2003
- Segunda División

Finalista: 1980-1981, 1995-1996, 1999 (Invierno), 2001 (Invierno), 2002 (Verano)
- Tercera División

Finalista: 1973-1974, 1974-1975
- Campeón de Campeones Tercera División

Finalista: 1973